# おおたザクラ
おおたザクラは、岐阜県大野郡白川村にある一本桜。樹齢約200年の八重桜である。世界遺産に登録されている白川郷荻町地区の本覚寺の境内にある。
地元では塩釜桜と呼称していた八重桜である。1969年（昭和44年）に植物画家太田洋愛が、この塩釜桜が通常の八重桜と異なることに気づき、詳細な写生と枝を1本持ち帰り、植物学者大井次三郎らに調査を依頼する。その結果、従来に確認されたことがない新品種であることが判明し、太田洋愛の名前よりオオタザクラと命名されている。
栽培品種としてはオオシマザクラを基とするサトザクラ群に属し、栽培品種名は「オオタザクラ」であるが、ここでは原木の「おおたザクラ」を中心に記述する。

## 特徴
- 八重桜の一種であるが、花弁が90枚以上、めしべ15～20本という大型の八重桜である。
- 本覚寺の境内に2本のみある。そのうち鐘桜の南側の桜（樹齢約200年　樹高6.7m、幹囲目通り2.3m）が、1969年に新種に認定され、オオタザクラと命名されている。現在は本堂の南側にある桜（樹齢約100年）も同類とされている。おおたザクラは門外不出であるが、現在は新宿御苑や一部の寺院に植樹されている。
- 元々は3本あり、樹齢350年の古木も存在していたが、伊勢湾台風、第2室戸台風などの影響で1965年（昭和40年）ころに幹が折れてしまい1969年（昭和44年）に枯死している。
- 1970年（昭和45年）に白川村天然記念物に指定、1972年（昭和47年）7月12日に岐阜県指定文化財（天然記念物）に指定される[2]。また、2003年（平成15年）に飛騨・美濃さくら三十三選に選定されている。
- 開花は毎年5月中旬。

## 所在地
- 岐阜県大野郡白川村荻町385 本覚寺境内

## 交通アクセス
高速バス・路線バスで白川郷バスターミナル下車。同所までの交通アクセスは白川郷#路線バスを参照のこと。